# 大栄野球場
成田市大栄野球場（なりたしたいえいやきゅうじょう）は、千葉県成田市にある、市営の野球場である。

## 概要
ネーミングライツによりナスパ・スタジアムという名称がついている。
2015年から2019年は、夏の高校野球千葉大会の会場の一つとして使用されたことがあり、春と秋の大会でも同様に使用されている（2015 - 2019年は、北千葉道路の工事の関係で大谷津球場が使用できなかった）。
「成田スカイシリーズ」と題して毎年夏にイースタン・リーグのロッテ戦が行われている。2017年には10回目の開催となった。
2023年より発足したベイサイドリーグの千葉スカイセイラーズが、初年度は1試合を実施した（当初予定では2試合だったが、日程変更により他球場に振替）。

## 沿革
- 2010年7月 - 命名権募集で成田市のデベロッパー平山建設が権利を獲得。「ナスパ・スタジアム」と決定[3][4]。
  - 同年9月26日 - 開場。
- 2014年12月から翌年春までの予定で改修工事が行われる。
- 2015年から2019年は、夏の高校野球千葉大会の会場の一つとして使用された。2020年の代替大会でも、この年から利用再開した大谷津と共に、第6地区トーナメントの会場として使用された。
- 2018年8月 - 第16回世界女子ソフトボール選手権の会場として使用される。

## 施設概要
- 総面積：19,000平方メートル
  - グラウンド面積：13,560平方メートル（センター122ｍ、両翼100メートル）
  - 内野：クレイ3,480平方メートル
  - 外野：人工芝（ロングパイル55mm）10,080平方メートル
- 観客席・メインスタンド（1,500席）、芝スタンド
- 照明設備：6基（内野で平均750ルクス）
- スコアボード：磁気反転式
- ボールカウント：開設当時はSBOになっていたが、読み上げ順序の変更により、BSOに変更された。

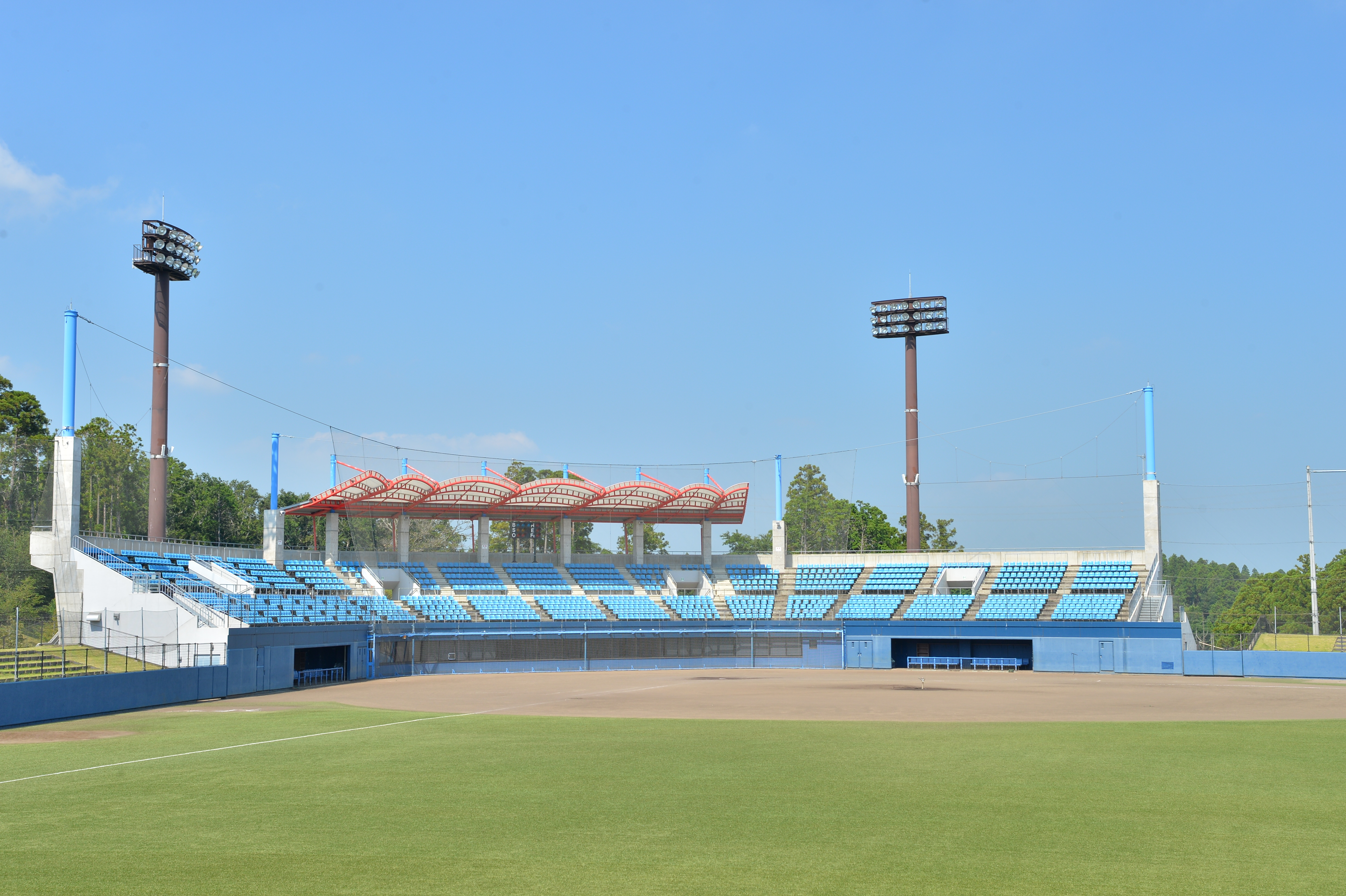
メインスタンド
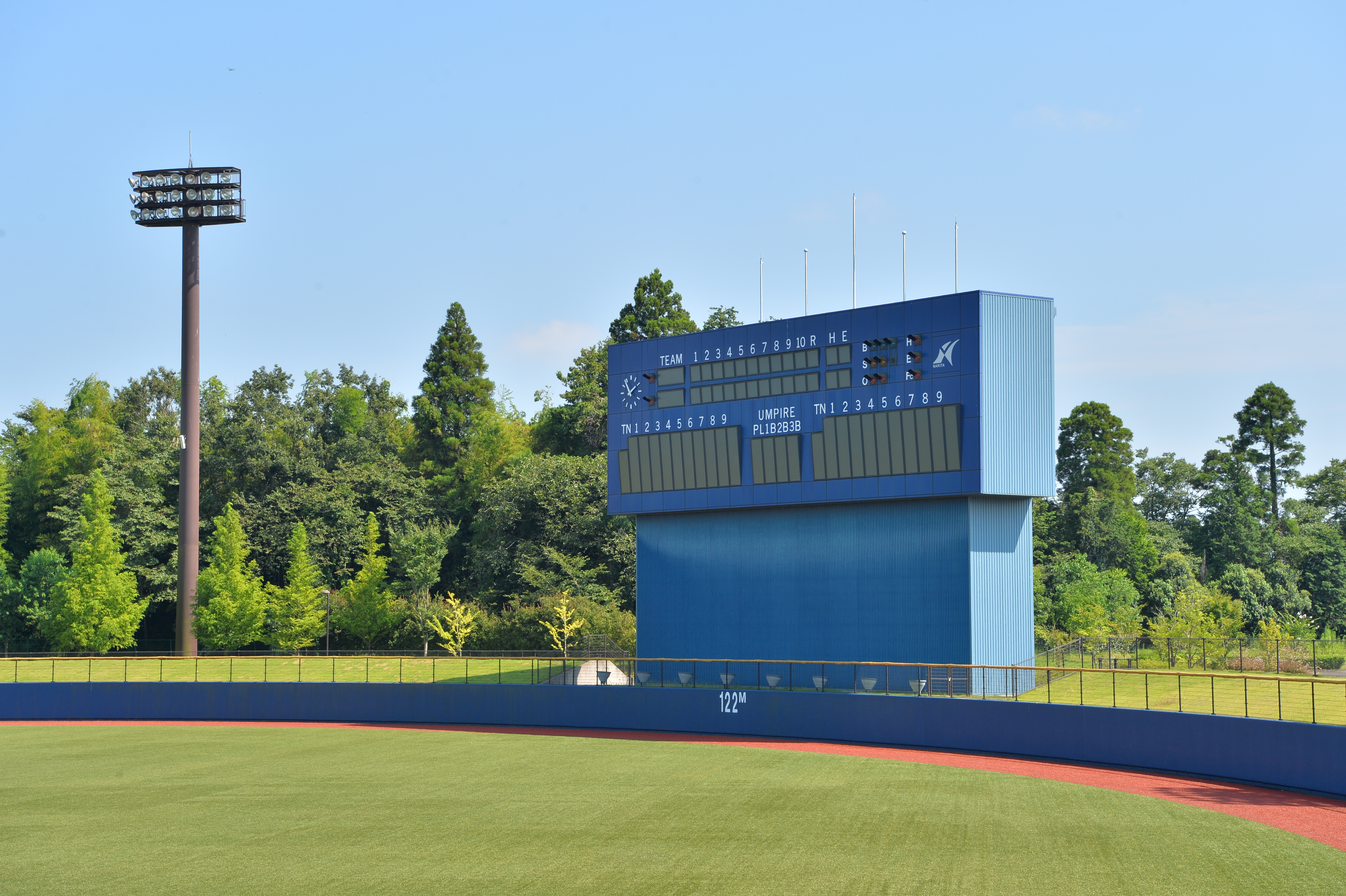
芝のバックスタンドとスコアボード

## 交通アクセス
- 京成成田駅中央口より、京成バス千葉イースト成田営業所「吉岡大慈恩寺前」にて下車。徒歩約25分。
  - 夏の高校野球千葉大会期間中、当球場の使用日に限り直行臨時バスが運行される。
- コミュニティバス津富浦ルート「B＆G海洋センター前」から徒歩約5分、または「大栄診療所」から徒歩約22分。